# Телевидение высокой чёткости

Сравнительные размеры изображений стандартов ТВЧ и обычной чёткости при одинаковом размере квадратного пикселя. Красным цветом обозначен кадр ТВ стандарта 480i, жёлтым — 576i. Разное соотношение сторон стандартов 576i и 480i объясняется тем, что на рисунке пропорции их кадра искажены приближением пикселя к квадрату. В реальности пиксель американского стандарта вытянут в ширину, а европейского — в высоту, при одинаковых пропорциях экрана. Рисунок наглядно иллюстрирует разницу размеров экрана разных стандартов при одинаковой чёткости

Телеви́дение высо́кой чёткости (HD, или HDTV, сокр. с англ. — «High Definition Television»; в России в официальных документах используется аббревиатура ТВЧ, первоначально применялась аббревиатура ТВВЧ) — система телевидения с разрешающей способностью по вертикали и горизонтали, увеличенной примерно вдвое по сравнению со стандартной, используемой при передаче сигнала в цифровом телевидении (DTV). Действующий ГОСТ Р 53533—2009 определяет систему телевидения высокой чёткости как телевизионную систему, параметры которой выбраны исходя из расстояния наблюдения, равного трём высотам наблюдаемого изображения.
Таким образом, повышенная чёткость ТВЧ позволяет рассматривать изображение с более близкого расстояния, чем телевидение стандартной чёткости, или использовать экраны бо́льших размеров. При этом строчная структура изображения остаётся незаметной и обеспечивается ясность деталей, различимых в исходном сюжете для наблюдателя со средней остротой зрения.

## Историческая справка
Первые системы HDTV, предполагающие развёртку в 1000 аналоговых строк, были предложены пионерами телевидения американцем Джоном Бэрдом и советским инженером Сергеем Новаковским в 1944 и 1946 годах. Проект Бэрда был отвергнут, а Новаковский в 1958 году стал одним из создателей опытной системы военно-штабной связи «Трансформатор» с разрешением 1125 строк.

Логотип телевидения высокой чёткости

Попытки создать телевидение высокой чёткости возобновились в 1970-х годах, когда стандартное телевидение по качеству изображения и размерам экрана приблизилось к своему потолку. Основа для будущих стандартов ТВЧ была заложена в марте 1972 года, во время очередного заседания 11-й исследовательской комиссии МККР, на котором также была утверждена первая международная программа по разработке методов цифровой компрессии ТВ-сигнала. Системы телевидения высокой чёткости с самого начала разрабатывались не только для передачи высококачественного изображения на расстояние, но и для нужд кинематографа, промышленной и научной видеосъёмки, как стандарт для возможных электронных носителей киноизображения.
Непосредственной разработкой телевидения высокой чёткости и устройств для него начала заниматься с 1964 года японская государственная телекомпания NHK, в проекте также принимали участие Sony, Toshiba и NEC. Были созданы телевизоры, передающие камеры и другое оборудование, поддерживающее новый формат. В июне 1978 года компания продемонстрировала первую в мире работоспособную систему ТВЧ: 1125 строк при чересстрочной развёртке и соотношении сторон экрана 5:3. Регулярное HD-вещание NHK начала с 1985 года, а в 1989 году после запуска спутника «Juri BC-3» аналоговый ТВЧ-сигнал через MUSE (Multiple sub-nyquist sampling Encoding system) стал доступен на всей территории Японии в диапазоне 11,7—12,5 ГГц. К 1990 году в японских домах стояло около 150 тысяч телевизоров, поддерживающих стандарт высокой чёткости NHK.
В Европе, в противовес японскому HD-формату, в рамках программы агентства EUREKA был предложен созданный на основе спутниковой системы MAC (D2-MAC) стандарт HD-MAC или «Эврика-95», использующий чересстрочную развёртку на 1250 строк при полукадровой частоте 50 Гц. В разработке приняли участие Philips, Thomson, Nokia, Grundig и ряд научно-исследовательских и учебных институтов. Проект обошёлся в 350 миллионов долларов.
Первые опытные передачи в HD-MAC состоялись через спутник TDE-2 в 1988 году во время чемпионата Европы по футболу, ещё через два года транслировался чемпионат мира 1990 года в Италии.
Итогом противоборства японской и европейской систем стало принятие двухсистемного стандарта на 1125 строк (из которых 1080 активных), пригодного как для стран, использующих кадровую частоту 60 Гц, так и для стран, поддерживающих 50-герцевую развёртку.
Активная разработка HD-вещания в США началась в 1981 году, после демонстрации японской системы NHK в Вашингтоне. На презентации присутствовал Рональд Рейган, объявивший создание телевидения высокой чёткости национальным приоритетом. Разработкой ТВЧ в Америке занимался альянс нескольких корпораций: AT&T Bell Labs, General Instrument, Philips, Sarnoff, Thomson, Zenith, а также Массачусетский технологический институт. В 1987 году был объявлен конкурс на лучший проект системы телевидения высокого разрешения для утверждения в качестве национального стандарта. Однако в ходе конкурса комиссия отказалась от аналоговых и гибридных систем и признала цифровой стандарт ATSC.
Цифровое телевидение высокой чёткости стало возможным благодаря появлению в первой половине 1990-х годов первых цифровых стандартов, учитывавших возможность цифрового вещания как в стандартном разрешении, так и в формате высокой чёткости. В августе 1993 года был окончательно сформирован первый стандарт сжатия цифрового видео — MPEG-1 (в дальнейшем от него отказались из-за многочисленных недостатков в пользу MPEG-2 и MPEG-4).
Первой публичной HDTV-трансляцией в цифровом формате считается телетрансляция, состоявшаяся 23 июля 1996 года со станции телекомпании WRAL-ТV в городе Роли (Северная Каролина). Через восемь дней, 31 июля 1996 года, началось HD-вещание со станции в Вашингтоне, принадлежащей NBC.
Официальная дата начала вещания в американском стандарте ATSC — 29 октября 1998 года, когда в формате высокой чёткости в прямом эфире был показан старт космического корабля «Дискавери».
C 2002 года регулярное HD-вещание на территории США начали спутниковые операторы Dish Network и DirecTV, с 2003 года — кабельные.
1 июня 1999 года 11-я исследовательская комиссия Международного союза электросвязи приняла рекомендацию ITU-R ВТ.709-3, окончательно зафиксировавшую цифровой стандарт телевидения высокой чёткости.
В Японии современное цифровое HD-вещание в стандарте ISDB-T началось 1 декабря 2003 года в Токио, Осаке и Нагое. К октябрю 2007 года в Японии было продано 27 млн цифровых HD-приёмников.
Первой публичной HDTV-трансляцией в Европе считается запуск 1 января 2004 года HD-телеканала «Euro1080» бельгийской телекомпании Alfacam. Первой программой стал традиционный новогодний концерт Венского филармонического оркестра.
С 2005 года компания Eutelsat начала демонстрационную трансляцию каналов HDTV в Европе, а в 2006 года — регулярную трансляцию спутниковых каналов HDTV.
Телевидение высокой чёткости — один из наиболее востребованных продуктов на рынке современного телевещания. Все пять национальных телесетей США (ABC, NBC, CBS, Fox и The CW) сейчас вещают в HD-формате. Из 285 телеканалов, предоставляемых крупнейшим американским спутниковым оператором DirecTV, 195 являются телеканалами со стопроцентным HD-контентом.
В России пионерами по предоставлению услуг HDTV стали петербургский телеканал "ТелеМедиум" и московская компания «Искрателеком», запустившая в 2006 году опытную эксплуатацию вещания цифрового IPTV-телевидения c двумя каналами в разрешении 1920х1080 пикселей — HDTV Euro 1080 HD1 Promo и HDTV Astra HD Promo (оба без перевода).
Трансляция спутниковых HD-каналов «НТВ-Плюс» началась в 2007 году. В 2010 году HD-каналы  появляются у «ЭР-Телеком», с 2012 года HDTV-каналы транслирует «Триколор ТВ» — Первый канал стал первым из общедоступных федеральных каналов, вещающих в HD.

## Технические характеристики
Современное цифровое телевидение высокой чёткости основано на рекомендации ITU-R ВТ.709 Международного союза электросвязи и обеспечивает соотношение сторон экрана 16:9 с разрешением 1920×1080 пикселей. Такое телевизионное изображение, в зависимости от типа развёртки (чересстрочная или прогрессивная), называется 1080i или 1080p. Кроме высокого качества изображения, ТВЧ предусматривает передачу многоканального звука, чаще всего стандарта Dolby Digital. Российским национальным стандартом, определяющим основные параметры телевещания высокой чёткости, является ГОСТ Р 53533-2009.
Корпоративные и национальные стандарты телевидения высокой чёткости могут отличаться от российского. Так, некоторые американские и европейские телевизионные компании (ABC, Fox, ESPN, ARD, ZDF, VRT) практикуют рекомендованное Европейским вещательным союзом изображение 720p (разрешение 1280×720 с прогрессивной развёрткой), которое в России считается телевидением повышенной чёткости (ГОСТ Р 53536-2009).
Действующие системы телевидения высокой чёткости также предполагают использование цифровых технологий передачи изображения и компрессии передаваемых данных, хотя истории известны аналоговые и гибридные системы HDTV.
Передача видеосигнала высокой чёткости на дальние расстояния осуществляется, как правило, в сжатом цифровом виде. Сжатие видео на порядки снижает требования к ширине канала передачи (с 1,485 Гбит/с до 8—25 Мбит/с), при этом качество изображения остаётся приемлемым. Для кодирования видеосигнала высокой чёткости наиболее часто используются форматы MPEG-2 и MPEG-4/AVC и стандарты цифрового телевещания (DVB-T, DVB-T2, ATSC, ISDB-T, DTMB-T). Для передачи контента годится практически любой цифровой канал (QoS) достаточной ширины (15—25 Мбит/с для MPEG-2 или 8—12 Мбит/с для MPEG-4 — в зависимости от степени сжатия) и гарантирующий приемлемый уровень задержки сигнала (1—10 с, в зависимости от размера буфера приёмного устройства и требований к задержке сигнала).
Передача сигнала высокой чёткости на короткие расстояния (от приёмника пользователя к дисплею) осуществляется в несжатом виде через цифровые интерфейсы (кабели) HDMI и DVI-D. Использование цифровых интерфейсов позволяет полностью избавиться от цифроаналоговых преобразований на всём пути прохождения сигнала. Однако допускается подключение и по компонентным аналоговым интерфейсам (RGBHV и YPbPr).

## Электроника и мультимедиа
Первые HDTV-устройства, такие как встроеный цифровой тюнер ATSC, появились на потребительском рынке в 1998 году и интегрировывались в широкоэкранные телевизоры Panasonic и Sony, с соотношением сторон экрана 16х9 (стандартным на то время считалось соотношение сторон 4х3). В конце 2002 года для цифровых устройств был разработан разъём HDMI, способный передавать цифровые аудио-видео сигналы высокого качества. В 2002—2008 годах для записи высококачественных видеофайлов использовался носитель HD DVD, а с 2006 года Blu-ray
В 2005 году среди производителей электроники началось внедрение стандарта HD Ready (1280 х 720, 1366 х 768), а c 2006 года появились телевизоры Full HD c максимальным разрешением экрана 1920х1080 пикселей, обеспечивающим высокую чёткость изображения. Первые Full-HD телевизоры были представлены на выставке CeBIT—2006. Начиная с этого года, в мире начинается значительный рост производства HD-телевизоров.
С 2011 года производители электроники внедряют технологию Smart TV. Начиная с 2012 года активно развивается электроника, поддерживающая формат Ultra HD.